# Auguste Villiers de l'Isle-Adam

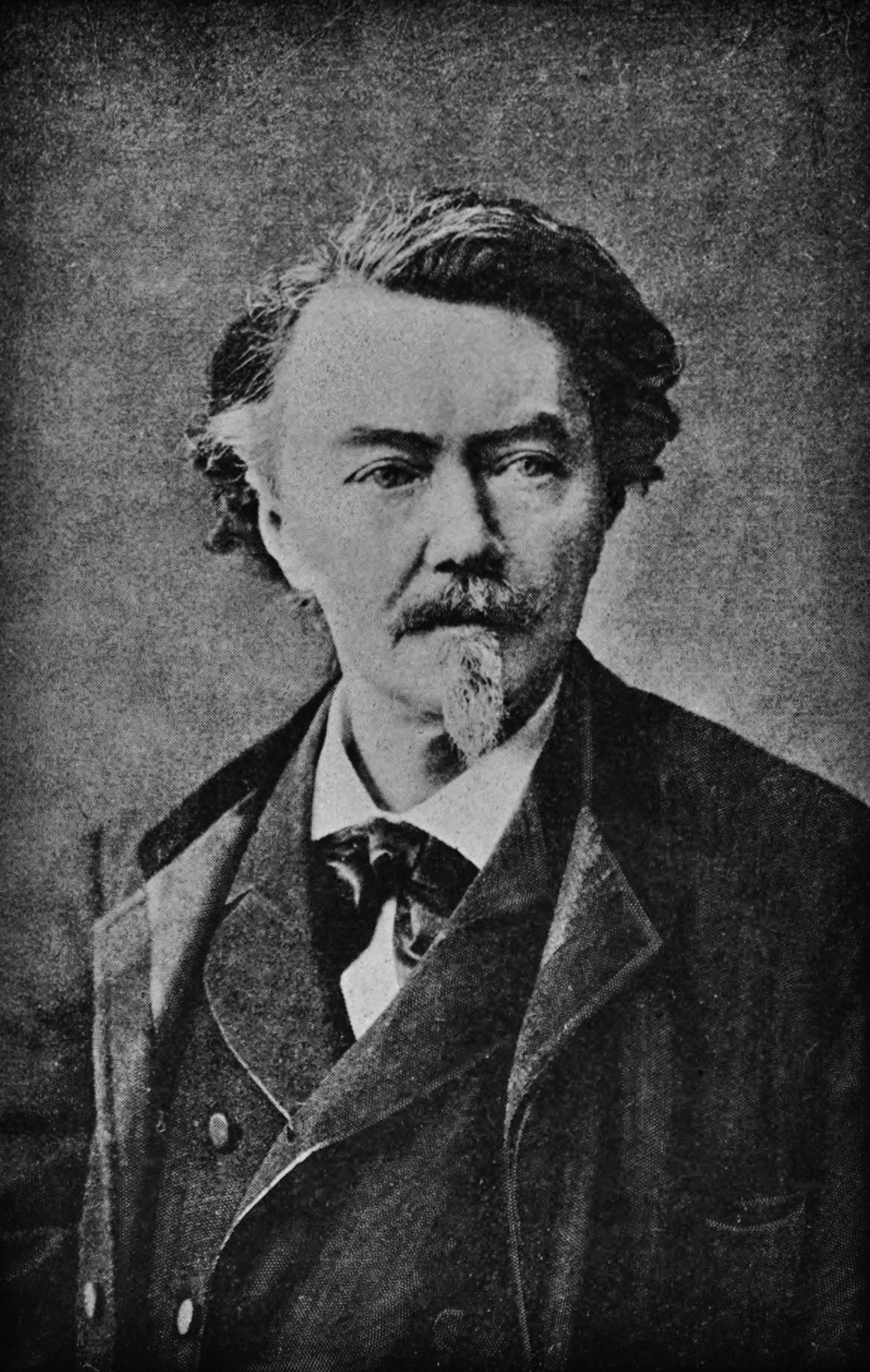
Auguste Villiers de l'Isle-Adam

Jean-Marie-Mathias-Philippe-Auguste, comte de Villiers de l'Isle-Adam (7. listopadu 1838 Saint-Breuc, Bretaň – 19. srpna 1889, Paříž) byl francouzský spisovatel, předchůdce symbolismu.

## Život
Narodil se v aristokratické rodině. Jeho zřejmě nejznámějším předkem byl velmistr johanitů Philippe Villiers de L'Isle-Adam, velitel Rhodu v době jeho dobytí Turky roku 1522. Villiersův otec promrhal velké sumy peněz při pátrání po pokladu johanitů, údajně ukrytém během Francouzské revoluce. Nejdůležitější událostí Villiersova mládí byla smrt jím milované dívky, která se hluboce promítla i do jeho literární tvorby.
Od 50. let Villiers začal jezdit do Paříže, kde se zapojil do uměleckého života. V roce 1860 mu suma darovaná mu jeho tetou umožnila se v Paříži usadit. Žil bohémským životem; jeho přítelem se stal jeho idol Charles Baudelaire, který mu doporučil Poeovo dílo. V roce 1864 se poznal s Mallarméem, jehož dílo ho ovlivnilo. Tito tři autoři se stali jeho největšími literárními vzory. V Paříži redigoval Revue des Lettres et des Arts, jejíž jediné dva ročníky vyšly v letech 1867 a 1868. Stýkal se také s výtvarníky; mezi jeho přátele patřili i Gustave Courbet a Claude Monet.
Roku 1859 debutoval vlastním nákladem vydanou knihou První básně (Premieres Poésies), jejíž veřejný ohlas byl nulový. Jeho milostný vztah s Louise Dyonnetovou pobouřil jeho rodinu tak, že Villiers se na čas uchýlil jako kajícník do opatství Solesmes. Katolíkem (ač neortodoxním) zůstal do konce života. S Dyonnetovou se rozešel v roce 1864; neúspěšně žádal o ruku dceru Théophila Gautiera (který se mezitím odvrátil od bohémství) a Angličanku Annu Eyre Powellovou. Nakonec se usadil s Marií Dantineovou, negramotnou vdovou po belgickém kočím, která mu roku 1881 porodila milovaného syna Viktora (přezdívaného „Totor“).
Villiers obdivoval (a jako jeden z prvních Francouzů prostudoval) Hegela a Richarda Wagnera – Wagnera několikrát navštívil.
V roce 1871 zemřela Villiersova bohatá teta a spisovatel, jehož dílo – romány a divadelní hry – byly neúspěšné, respektive neinscenované pro přílišnou bizarnost, upadl do naprosté chudoby. Musel, aby podporoval rodinu, přijímat jakoukoli práci. Dával hodiny boxu, pracoval v pohřebním ústavu (a neuskutečnil svou myšlenku předčítat své básně v kleci s tygry). Léon Bloy vzpomínal, že Villiers napsal svou Budoucí Evu leže na břiše na holé podlaze, protože exekutoři odnesli všechen nábytek. Jeho chudoba ovšem jen zvyšovala jeho aristokratickou pýchu. Pokusil se soudit s dramatikem, o němž se domníval, že urazil jeho předka, maršála Jeana de Villiers de l'Isle Adam. V roce 1881 neúspěšně kandidoval do parlamentu. V té době začala růst jeho sláva, jeho konto ovšem zůstávalo stále prázdné – například za své klasické Kruté povídky dostal zanedbatelný honorář. Kniha ovšem vzbudila nadšený ohlas například J.-K. Huysmanse, který ji vyzdvihl na piedestal ve své kultovní knize Naruby. V té době už ale Villiers umíral na rakovinu žaludku; jeho velký přítel a obdivovatel Stéphane Mallarmé uspořádal veřejnou sbírku, aby spisovatel mohl dožít důstojně. Na smrtelné posteli se oženil s Marií Dantineovou a tím legitimizoval původ jejich syna.

## Dílo
Villiers věřil, že imaginace má v sobě mnohem více krásy než realita. V Axelovi to vyjádřil slavnou větou: „Život? To ať za nás dělají naši sluhové“.
- Premières Poésies, 1859
- Isis (nedokončený román), 1862
- Elën (drama), 1865
- Morgane (drama), 1866
- La Révolte (drama), 1870
- Le Nouveau Monde (drama), 1880
- Contes Cruels (povídky), 1883, česky jako Kruté povídky
- L'Ève future (román), 1886, česky jako Budoucí Eva. Zpopularizoval termín „android“.
- L'Amour supreme (povídky), 1886
- Tribulat Bonhomet (povídky), 1887
- L'Evasion (drama), 1887
- Histoires insolites (povídky), 1888
- Nouveaux Contes cruels (povídky), 1888
- Chez les passants (povídky a výběr z publicistiky), 1890
- Axël (drama), 1890, česky jako Axel. Dostupné online

Do češtiny jako první uvedla Villierse Marie Kalašová, která v roce 1906 přeložila jeho Kruté povídky.